# بيري أفوي
بيري أفوي (بالإنجليزية: Pierre Avoi)‏ هو أحد جبال سلسلة جبال الألب بينيني ويقع في كانتون فاليز في سويسرا. يحتل المرتبة رقم 325 في قائمة جبال سويسرا من حيث الارتفاع، إذ يبلغ ارتفاعه حوالي 2473 متر، بينما يبلغ ارتفاع نتوء الجبل 300 متر.